# Pedro Santana (cidade)
Pedro Santana é uma pequena cidade da República Dominicana pertencente à província de Elías Piña. Faz divisa com o Haiti.
Sua população estimada em 2012 era de 4 875 habitantes.